# إكس موناد
إكس موناد (بالإنجليزية: xmonad)‏ هو مدير نوافذ حركيّ (مبلَّط) لنظام النافذة إكس، وهو مكتوب بلغة البرمجة الوظيفية هاسكل.